# Mas-d'Orcières
Mas-d'Orcières è un comune francese di 133 abitanti situato nel dipartimento della Lozère nella regione dell'Occitania.

## Società

### Evoluzione demografica
Abitanti censiti